# سونيا بالمورز
سونيا بالمورز (بالإنجليزية: Sonya Balmores)‏ هي ممثلة أمريكية، ولدت في 1986 في الولايات المتحدة.

## وصلات خارجية
- سونيا بالمورز على موقع IMDb (الإنجليزية)
- سونيا بالمورز على موقع قاعدة بيانات الفيلم (الإنجليزية)